# ラケットボール

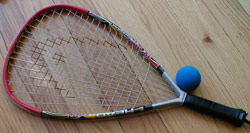
ラケットとボール

ラケットボール（英: Racquetball）とは、4面の壁と天井、床に囲まれた空間で、前面の壁に当たったボールをラケットで打ち合う競技。

## 概要
1950年にジョセフ・ソベックにより発明された。
ラケットで中空のゴムボールを壁に向けて打ち合い、得点を競う。他のラケットを使ったゲームとの最も大きな違いは、全ての壁面（天井を含む。スカッシュでは通常天井を使用しない）が利用できるということである。1対1のシングルが一般的であるが、3人や4人で行う場合もある。3人の場合は、カットスロートと呼ばれる1対1対1となり、4人の場合は2対2のダブルスになる。
スカッシュと同様密閉された空間での横・後ろの壁をも使用したラケット競技なので、混同されることもある。
道具は、ラケットボールのラケットはシャフトがないか、非常に短く、テニスラケットに近いフェイス面積がある。スカッシュはシャフトが長く、バドミントンラケットを全体的に太くした感じである。スカッシュのボールの方が弾みにくい。

## ルール

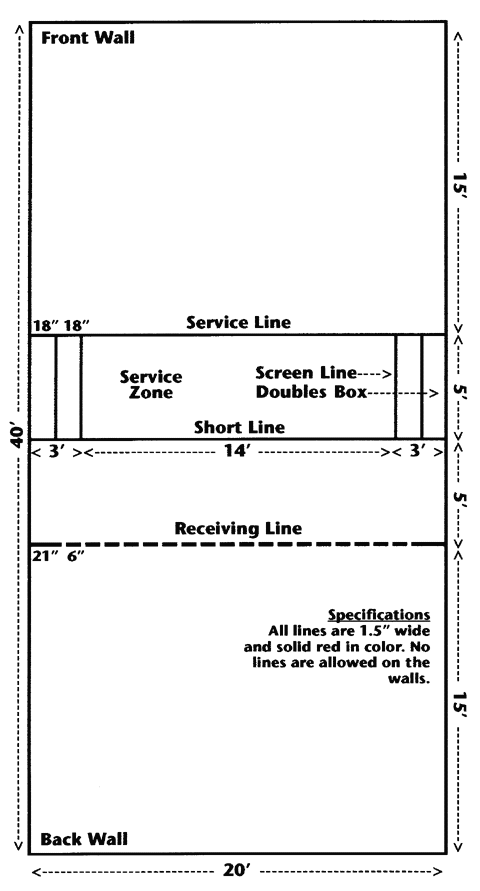
ラケットボールのコート

サーブは、サービスゾーンに立ち、ボールを一度床で弾ませた後に叩いて前面の壁にぶつける。打ったボールが直接前面の壁にぶつからなかったり、跳ね返ったボールがショートラインよりも前の床でバウンドしたり、床にバウンドせず背後の壁に直接当たったり、天井に当たったりするとアウトとなり、サーブ権が相手に移る。ボールが前の壁に跳ね返った後は横の壁に当たってもよく、バウンドに数えないが、両サイドの壁に当たるとアウトになる。サーブの時、レシーバーはレシービングラインより後ろにいなければならない。レシーバーは、ボールが床にバウンドするまでレシービングラインを越えられない。バウンドする前に打ち返せるのは、ボールがレシービングラインを通過した後である。以後は交互に競技者がボールを打ち返す。
スカッシュと同じく、床に2回バウンドする前に前面の壁に打ち返さなければならない（左右、天井、背後の壁に当たるのは問題なく、バウンドに数えない）。打ち返したボールが前面の壁に当たる前に床にバウンドしたらアウトだが、横や背後の壁、天井には当たってよい。相手が2回バウンドする前に打ち返せなかったら、自らにサーブ権がある時は得点が入り、相手にある時はサーブ権が自らに移る。
国際ラケットボール連盟の公式ルールでは、15点先取でゲームに勝利。2ゲーム先取で試合に勝利するが、各者が1ゲームずつ取った場合、11点先取のゲームを行い勝者を決定する。一方、プロツアーを主催する国際ラケットボールツアーの公式ルールでは、1ゲーム11点先取で、5ゲーム中3ゲーム取ったほうが勝者となる。また、双方が10点ずつ取った場合は、2点差がつくまでゲームが行われる。